# Cucurbituril

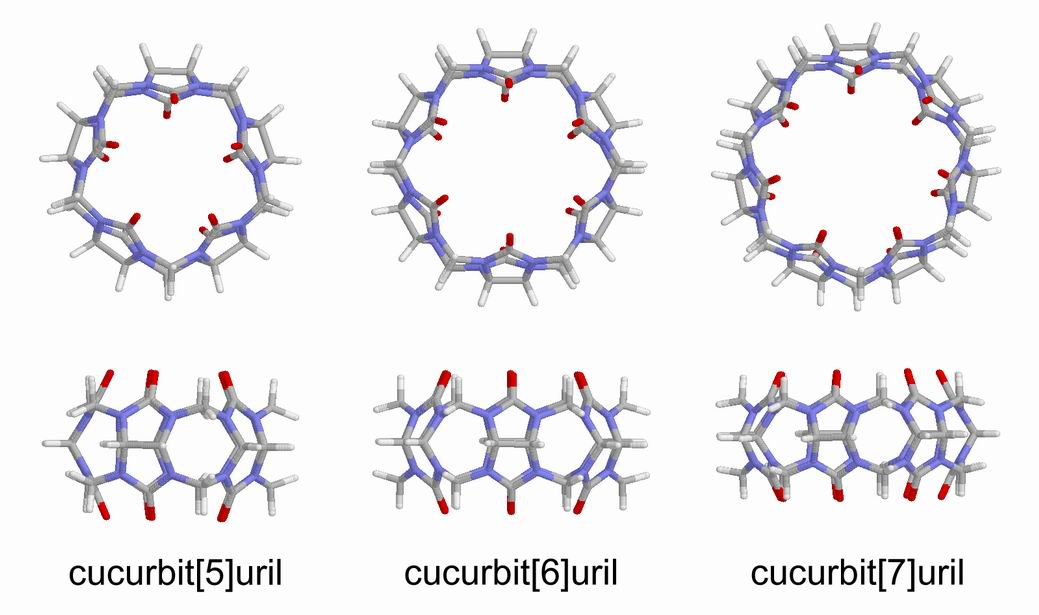
Modellen van cucurbit[5,6,7]uril in boven- en zijaanzicht. Waterstofatomen zijn wit, koolstofatomen grijs, stikstofatomen blauw en zuurstofatomen rood

Cucurbituril is een macrocyclische verbinding die bestaat uit een aantal glycoluril-eenheden die met methyleenbruggen (-CH2-) met elkaar verbonden zijn tot een ringstructuur. Een cucurbituril is dus een cyclisch oligomeer van glycoluril. Het aantal glycolurileenheden wordt in de naam weergegeven; bijvoorbeeld cucurbit[6]uril, afgekort CB[6], is opgebouwd uit zes glycolurileenheden.
De naam cucurbituril verwijst naar de vorm van deze moleculen, die doet denken aan een uitgeholde pompoen (geslacht Cucurbita). Deze naam werd voorgesteld door W. A. Freeman et al. in 1981, toen zij de ruimtelijke structuur van cucurbit[6]uril met behulp van Röntgendiffractie hadden bepaald. De verbinding CB[6] was echter al in 1905 gesynthetiseerd door R. Behrend et al.. Die konden evenwel de juiste chemische structuur ervan nog niet bepalen.

## Synthese
Glycoluril (3) wordt gevormd uit ureum (1) en glyoxaal (2). De bereiding van CB[6] gebeurt door glycoluril, opgelost in een sterk mineraal zuur zoals zwavelzuur, te verwarmen tot meer dan 110 °C in aanwezigheid van een overmaat formaldehyde (4). Er vindt een condensatiereactie plaats die niet leidt tot een ketenvormig polymeer maar wel tot een cyclisch hexameer.
Door aanpassingen aan deze basismethode, blijkt het mogelijk om cucurbiturilen met een ander aantal glycolurileenheden te bereiden. Meer bepaald zijn CB[5], CB[7], CB[8] en CB[10] tot nog toe geïsoleerd. Die aanpassingen zijn bijvoorbeeld variaties in de reactietemperatuur en het toevoegen van hulpstoffen tijdens de reactie.

## Structuur
De holte van een cucurbituril is in het centrum breder dan aan de beide "ingangen". Bij CB[6] bijvoorbeeld is de inwendige diameter van de holte ongeveer 550 pm en die van de ingangen ongeveer 400 pm. De molecule is vrij rigide van vorm, de holte weinig vervormbaar, symmetrisch en de ingangen zijn omgeven door polaire groepen.

## Eigenschappen en toepassingen

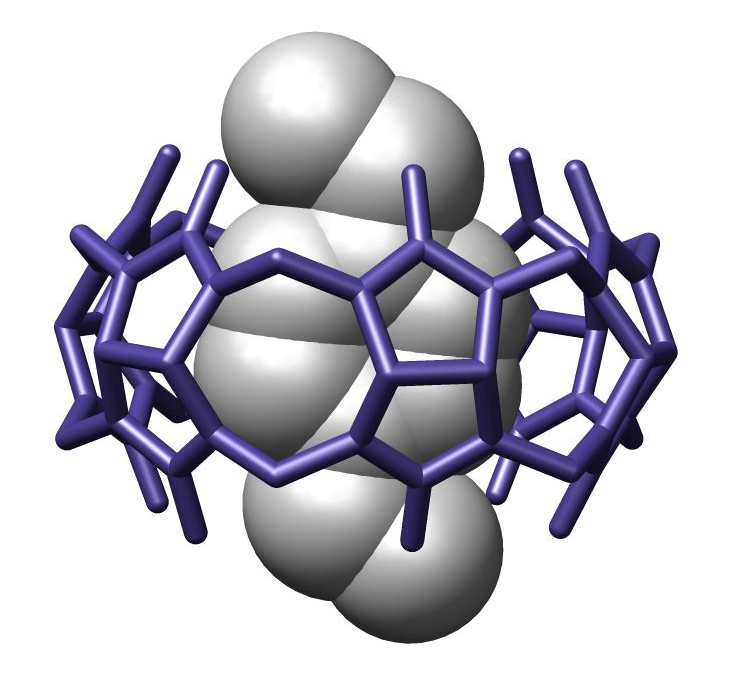
Cucurbituril als gastheer voor een p-xylyleendiammonium-ion

Cucurbiturilen zijn in staat om te fungeren als "gastheer" (host) voor bepaalde moleculen die ze in hun holte vasthouden. Daarin zijn ze vergelijkbaar met cyclodextrinen. Dergelijke moleculen noemt men cavitanden. Cucurbiturilen zijn potentieel bruikbaar in een aantal toepassingen van supramoleculaire chemie, bijvoorbeeld het meenemen en langzaam vrijzetten van geneesmiddelen of het verwijderen van vervuilende stoffen zoals zeer kleine hoeveelheden geur- of kleurstoffen of zware metalen uit oplossingen of uit water. Onder meer organische mono- en diammoniumzouten binden zich aan de holte van cucurbituril.
Cucurbituril kan fungeren als het "wiel" van een rotaxaan.
Grotere cucurbiturilen hebben een holte die groot genoeg is om meer dan één kleinere molecule te ontvangen en kunnen fungeren als "moleculaire reactoren" of "supramoleculaire katalysator" van de chemische reactie tussen de moleculen in de holte van het cucurbituril.